# 岡山県道288号園井里庄線
岡山県道288号園井里庄線（おかやまけんどう288ごう そのいさとしょうせん）は、岡山県笠岡市から浅口郡里庄町に至る一般県道である。

## 概要
笠岡市園井から浅口郡里庄町大字新庄に至る。

### 路線データ
- 起点：岡山県笠岡市園井（岡山県道48号笠岡美星線交点）
- 終点：岡山県浅口郡里庄町大字新庄（新庄交差点、国道2号交点）
- 実延長：7.9 km[注釈 1][1]

## 歴史
もともとは、現在の浅口市寄島町へ周辺各地から通じる往来の総称「旧寄島往来」の一つ。現在の井原市にあたる地域と寄島地域を結んでいたものが原形。その名残から岡山県道318号大井里庄線として、笠岡市小平井の岡山県道34号笠岡井原線（この当時は岡山県道27号笠岡井原線）と浅口郡里庄町新庄の国道2号を結ぶ路線として認定されていたこともあった。

### 年表
- 1960年（昭和35年 ）3月18日 - 岡山県告示第335号により認定。
- 1972年（昭和47年）頃 - 現行の県道番号に変更。
- 2023年（令和5年）
  - 2月21日 - 岡山県が「浜中バイパス」の開通日を発表[3]。
  - 3月5日 - 14時、岡山県告示第92号・93号により「浜中バイパス」（浅口郡里庄町大字新庄 - 大字浜中[注釈 2]、685 m ）が開通[5][6]。

## 路線状況
笠岡市（今立 - 広浜）および浅口郡里庄町（大字新庄 - 大字浜中）において新道を有する。浅口郡里庄町の新道は「浜中バイパス」と呼ばれる。

### 重複区間
- 岡山県道60号倉敷笠岡線（新道側：笠岡市今立 - 笠岡市広浜）

### 道路施設

#### 橋梁
- 新庄跨線橋（JR日本西山陽本線・国道2号、浅口郡里庄町大字新庄）

## 地理

### 通過する自治体
- 岡山県
  - 笠岡市 - 浅口郡里庄町

### 交差する道路
| 交差する道路                                                                | 市町村名 | 市町村名 | 交差する場所 | 交差する場所                                                                                              |
| 現道                                                                        | 現道     | 現道     | 現道         | 現道 |
| --------------------------------------------------------------------------- | -------- | -------- | ------------ | --- |
| 岡山県道48号笠岡美星線                                                      | 笠岡市   | 笠岡市   | 園井         | 起点 |
| 岡山県営広域営農団地農道備南地区南幹線 / 広域農道備南街道南線・金山銀山通り | 笠岡市   | 笠岡市   | 今立         | |
| 岡山県道60号倉敷笠岡線                                                      | 笠岡市   | 笠岡市   | 今立         | |
| 岡山県道288号園井里庄線新線 / 新道                                          | 笠岡市   | 笠岡市   | 広浜         | |
| 岡山県道288号園井里庄線新線 / 浜中バイパス                                  | 浅口郡   | 里庄町   | 大字新庄     | |
| 国道2号                                                                     | 浅口郡   | 里庄町   | 大字新庄     | 新庄交差点 / 終点                                                                                         |
| 新道（笠岡市今立 - 笠岡市広浜）                                             |          |          |              | |
| 岡山県営広域営農団地農道備南地区南幹線 / 広域農道備南街道南線・金山銀山通り | 笠岡市   | 笠岡市   | 今立         | 新道起点【北緯34度31分36.7秒 東経133度31分36.7秒 / 北緯34.526861度 東経133.526861度】                     |
| 岡山県道60号倉敷笠岡線 重複区間起点                                         | 笠岡市   | 笠岡市   | 今立         | |
| 岡山県道60号倉敷笠岡線 重複区間終点                                         | 笠岡市   | 笠岡市   | 広浜         | |
| 岡山県道288号園井里庄線 / 現道                                              | 笠岡市   | 笠岡市   | 広浜         | 新道終点                                                                                                  |
| 浜中バイパス（浅口郡里庄町大字新庄 - 浅口郡里庄町大字浜中）                 |          |          |              | |
| 岡山県道288号園井里庄線 / 現道                                              | 浅口郡   | 里庄町   | 大字新庄     | 浜中バイパス起点                                                                                          |
| 国道2号 岡山県道47号倉敷長浜笠岡線                                          | 浅口郡   | 里庄町   | 大字浜中     | 浜中交差点 / 浜中バイパス終点【北緯34度29分58.8秒 東経133度32分3.8秒 / 北緯34.499667度 東経133.534389度】 |

### 交差する鉄道
- 山陽新幹線（笠岡市園井）
- 山陽本線（浅口郡里庄町大字新庄）

### 並行する旧街道
- 旧寄島往来（笠岡市園井 - 浅口郡里庄町大字新庄）
- 旧鴨方往来（浅口郡里庄町大字新庄）

### 沿線
- 笠岡市立今井小学校（笠岡市今立）
- ももの里病院（笠岡市今立）
- 今立川（笠岡市今立 - 浅口郡里庄町大字新庄で並行）
- 岡山県西南水道企業団 新庄浄水場（浅口郡里庄町大字新庄）
- 里庄町立里庄西小学校（浅口郡里庄町大字新庄）
- JR西日本山陽本線 里庄駅（浅口郡里庄町大字新庄）
- 里庄町立里庄中学校（浅口郡里庄町大字里見）
- 里庄町役場（浅口郡里庄町大字里見）